# Агнеса Французька
Агнеса (Анна) Французька (1171 — бл. 1220) — візантійська імператриця.

## Життєпис
Походила з династії Капетингів. Була молодшою дитиною від шлюбу Людовика VII, короля Франції, з Адель Шампанською. Народилася 1171 року в Парижі, отримавши ім'я Агнеса. У 1178 році до Франції прибуло візантійське посольство щодо укладання союзу, який повинен був зміцнити шлюб між представниками династій Капетингів і Комнінів. Папа римський Олександр III підтримав такі дії. На початку 1179 року Агнесу з почтом було відправлено до Константинополя. Вона пересувалася морем на генуезьких галерах, прибувши до Візантії влітку 1179 року. 2 травня 1180 року прийняла православне хрещення, ставши Анною, а потім відбулося весілля зі спадкоємцем трону Олексієм. Втім, шлюб залишився формальним через малий вік молодят.
У вересні 1180 року після смерті імператора Мануїла I трон здобув чоловік Агнеси-Анни. Проте фактична влада опинилася у свекрухи Марії Антіохійської. Невдовзі проти останньої виникло кілька заколотів. У 1182 році владу перебрав Андронік Комнін, який у 1183 році наказав вбити свого співволодаря Олексія II, після чого одружився з його вдовою — Агнесою-Анною. Це було суто політичне рішення, оскільки Андронік I мав численних коханок.
У 1185 році під час повстання проти імператора, чоловік Агнеси-Анни намагався втекти з нею до Малої Азії, але Андроніка I було схоплено й страчено. Після цього деякий час мешкала в Константинополі — спочатку в палаці Олексія Врани, друга її другого чоловіка. Потім оселилася в палаці, де мешкали колишні імператриці. У 1187 році після поразки заколоту загинув Олексій Врана.
У 1188 році ближче познайомилася з Феодором, сином Олексія Врани, а 1193 року стала його коханкою. У 1195 році Врана був учасником заколоту проти імператора Ісаака II, якого було повалено. З цього часу Агнеса-Анна опинилася при імператорському дворі. 
У 1204 році вони одружилися після захоплення Константинополя учасниками Четвертого хрестового походу. Її чоловік отримав у володіння місто Апри, але невдовзі болгари його захопили. У 1206 році за підтримки грецького населення Врана  зайняв місто Адріанополь, яке приєднав до Латинської імперії. Слідом за цим Агнеса переселилася до Адріанополя, де й померла близько 1220 року, хоча висувається версія, що Агнеса була жива принаймні до 1240 року.

## Родина
1. Чоловік — Олексій II, візантійський імператор.
Дітей не було.
2. Чоловік — Андронік I, візантійський імператор.
дітей не було.
3. Чоловік — Феодор Врана, цезар та сеньйор Адріанополя.
Діти:
- Бранаїна (1205—1239), дружина Наржота де Тукі